# 艾斯禮兄弟合唱團
艾斯禮兄弟合唱團（英語：The Isley Brothers，/ˈaɪzliː/）是源自美國俄亥俄州辛辛那提的音樂團體，最初是由三位兄弟（小歐凱利、魯道夫和羅納德·艾斯禮）組成的合唱組合。他們被認為擁有眾流行音樂人中最長、最有影響力、最多元的音樂生涯。
在1954年成立之後與他們的第四位兄弟弗儂（Vernon Isley）一起演唱福音音樂直到隔年弗儂去世為止。艾斯禮兄弟合唱團在1950年代後期搬到紐約市區的早期有不小的成功，他們最早的突出表現發生在1959年，由三兄弟合寫的第四首單曲〈Shout〉突破了百萬銷量。之後他們為許多唱片廠牌錄製作品，包括前20名單曲〈Twist and Shout〉、摩城歌曲〈This Old Heart of Mine (Is Weak for You)〉以及發行於自家廠牌T-Neck唱片的〈It's Your Thing〉，此曲贏得了第12屆葛萊美獎的最佳節奏藍調組合獎項。
受福音和嘟·喔普音樂的影響，他們開始嘗試不同的音樂風格，包括混入搖滾、放克以及流行音樂的元素。1973年，隨著兩位弟弟厄爾尼（主音吉他、爵士鼓）、馬爾文（貝斯）以及姻親克里斯·傑斯帕（鍵盤、合成器）的加入，艾斯禮兄弟合唱團正式從合唱組合轉型為可樂器演奏的樂團。在接下來的十年中，他們錄製了暢銷專輯如《The Heat Is On》和《Between the Sheets》。
六人組最後在1983年分裂，厄爾尼、馬爾文和克里斯·傑斯帕組成了短命組合艾斯禮-傑斯帕-艾斯禮（1984–1988）。最年長的成員小歐凱利於1986年去世，羅納德和魯道夫在錄製了兩張專輯後，魯道夫於1989年從音樂界退休並成為了基督教牧師。1991年，羅納德與厄爾尼、馬爾文重組了樂團，但馬爾文因糖尿病併發症而在五年後的1996年退出。剩餘的兩人錄製的專輯《Mission to Please》（1996年）、《Eternal》（2001年）和《Body Kiss》（2003年）達成了商業成功，其中《Eternal》還產生了一首前20強單曲〈Contagious〉。直至2016年，艾斯禮兄弟合唱團依舊是以羅納德與厄爾尼的陣容演出。
艾斯禮兄弟合唱團在美國《告示牌》百大單曲榜上擁有4首前十強單曲、16張專輯打入榜上前40名，其中13張專輯已被RIAA認證為金唱片、白金唱片或多白金唱片。兄弟們獲得了多家音樂機構的榮譽，包括1992年入選搖滾名人堂、1997年在好萊塢搖滾大道上奪星和2003年入選聲樂團體名人堂等。

## 成員列表
現任成員
- 羅納德·艾斯禮（Ronald Isley） – 主唱(1955–現在)、背景和聲 (1954–1955)
- 厄爾尼·艾斯禮（Ernie Isley） – 原聲與電吉他、貝斯、爵士鼓、打擊樂器 (1973–1984、1991–現在)

前成員
- 魯道夫·艾斯禮（Rudolph Isley） – 背景和聲 (1954–1989、2004；2023年去世)
- 小歐凱利·艾斯禮（O'Kelly Isley Jr.） – 背景和聲 (1954–1986；1986年去世)
- 馬爾文·艾斯禮（Marvin Isley） – 貝斯 (1973–1984、1991–1997；2010年去世)
- 克里斯·傑斯帕（Chris Jasper） – 鍵盤、吉他、貝斯、打擊樂器、編寫並指導弦樂編曲、詞曲作者、編曲、製作人 (1973–1984；2025年去世)
- 弗儂·艾斯禮（Vernon Isley） – 主唱 (1954–1955；1955年去世)

## 作品列表
- 《Shout!（英语：Shout! (The Isley Brothers album)）》（1959年11月1日）
- 《Twist & Shout（英语：Twist & Shout (album)）》（1962年4月15日）
- 《Twisting and Shouting（英语：Twisting and Shouting）》（1963年7月25日）
- 《This Old Heart of Mine（英语：This Old Heart of Mine (album)）》（1966年5月17日）
- 《Soul on the Rocks（英语：Soul on the Rocks）》（1967年1月24日）
- 《It's Our Thing（英语：It's Our Thing）》（1969年4月26日）
- 《The Brothers: Isley（英语：The Brothers: Isley）》（1969年10月18日）
- 《Get into Something（英语：Get into Something）》（1970年3月8日）
- 《Givin' It Back（英语：Givin' It Back）》（1971年9月25日）
- 《Brother, Brother, Brother（英语：Brother, Brother, Brother）》（1972年5月2日）
- 《3 + 3（英语：3 + 3）》（1973年8月7日）
- 《Live It Up（英语：Live It Up (The Isley Brothers album)）》（1974年9月7日）
- 《The Heat Is On（英语：The Heat Is On (album)）》（1975年6月7日）
- 《Harvest for the World（英语：Harvest for the World）》（1976年5月）
- 《Go for Your Guns（英语：Go for Your Guns）》（1977年4月16日）
- 《Showdown（英语：Showdown (The Isley Brothers album)）》（1978年4月22日）
- 《Winner Takes All（英语：Winner Takes All (album)）》（1979年6月16日）
- 《Go All the Way（英语：Go All the Way (The Isley Brothers album)）》（1980年4月19日）
- 《Grand Slam（英语：Grand Slam (The Isley Brothers album)）》（1981年3月21日）
- 《Inside You（英语：Inside You）》（1981年12月1日）
- 《The Real Deal（英语：The Real Deal (album)）》（1982年8月7日）
- 《Between the Sheets（英语：Between the Sheets (The Isley Brothers album)）》（1983年4月24日）
- 《Masterpiece（英语：Masterpiece (The Isley Brothers album)）》（1985年4月29日）
- 《Smooth Sailin'（英语：Smooth Sailin'）》（1987年3月14日）
- 《Spend the Night（英语：Spend the Night (The Isley Brothers album)）》（1989年10月5日）
- 《Tracks of Life（英语：Tracks of Life）》（1992年5月26日）
- 《Mission to Please（英语：Mission to Please）》（1996年5月14日）
- 《Eternal（英语：Eternal (The Isley Brothers album)）》（2001年8月7日）
- 《Body Kiss（英语：Body Kiss）》（2003年5月6日）
- 《Baby Makin' Music（英语：Baby Makin' Music）》（2006年5月9日）
- 《Power of Peace》（2017年7月28日，與山塔那合唱團的合作專輯）

## 外部連結
- 艾斯禮兄弟合唱團在Allmusic上的頁面
- YouTube上的The Isley Brothers頻道
- 摇滚名人堂上的艾斯禮兄弟合唱團
- 聲樂團體名人堂網站上的艾斯禮兄弟合唱團
- 艾斯禮兄弟合唱團的Discogs页面（英文）
- 克里斯·傑斯帕的官方網站 （页面存档备份，存于）
- Gold City Records （页面存档备份，存于）